# Buffertzon
En buffertzon är inom GIS ett klassindelat avstånd, där man räknar ut ett avstånd kring ett fördefinierat område. Buffertzonen är en polygon som skapas omkring en punkt, linje eller annan polygon. Exempel på användningsområden är vid placering av bostadsområden, där man kan räkna ut hur många bostäder som faller inom ett visst antal meter inom befintliga skolor, eller var man måste bygga nya skolor för att inga elever ska ha längre än ett visst avstånd till skolan.
En buffertzon kan antingen vara en enstaka zon som går omkring ett visst område, eller flera zoner som gemensamt bildar en större zon. Om man exempelvis skapar en buffertzon för objekt som ligger nära varandra, såsom byggnader, går det att slå ihop denna mängd buffertzoner till en gemensam sådan.